# عبد الرشيد قمبراني
عبد الرشيد قمبراني (مواليد 12 يوليو 1975) هو ملاكم باكستاني، مثّل بلاده في الألعاب الأولمبية الصيفية 1996.

## روابط خارجية
عبد الرشيد قمبراني على موقع أوليمبيديا (الإنجليزية)